# Omphalogramma tibeticum
Omphalogramma tibeticum là một loài thực vật có hoa trong họ Anh thảo. Loài này được H.R. Fletcher mô tả khoa học đầu tiên năm 1949.